# Chansontage Kloster Michaelstein
Die DDR-offenen Chansontage Kloster Michaelstein waren ein Treffen mehrheitlich kritischer Liedermacher und Folkloristen im Kloster Michaelstein, bei denen „jeder sein Lied singen durfte“.

## Geschichte
Die DDR-offenen Chansontage im Kloster Michaelstein begannen als Privatinitiative von Wolfgang Schlemminger, der aus Liebhaberei Liederleute ins Kloster einlud, wo er als Paukist im Sommer am Aufbau des zerstörten Klosters arbeitete und am Abend am Lagerfeuer mit Gästen sang.
1977 gab Gerhard Schöne eine Einladung nach Michaelstein an Werner Bernreuther weiter, der hinfuhr und seitdem die Chansontage als künstlerischer Leiter bis zum Ende 1992 übernahm.
Mitte der 1980er wurden die Chansontage nach Langeln verlegt. Das letzte Mal fanden sie in Wernigerode 1992 statt.

## Werner Bernreuther – künstlerischer Leiter
„Ich wollte, dass die Chansontage Kloster Michaelstein eine Oase bleiben für Liederleute unter sich“, war Bernreuthers Anspruch. Als Stellvertretender Vorsitzender der Sektion Lied und Kleinkunst bei der Generaldirektion beim Komitee für Unterhaltungskunst der DDR, zuständig für Aus- und Weiterbildung und Mitglied der Zentralen Honorarkommission, war er in der untergeordneten Bezirkshierarchie der Mann aus Berlin: „Die Regeln wurden in Berlin gemacht. Und ich galt als der aus Berlin. Das war das Spiel. Und ich muss sagen, das Spiel hat mir auch Spaß gemacht.“ Im Kloster Michaelstein „durfte jeder sein Lied singen“.

## Ablauf
Die Chansontage waren vornehmlich ein Werkstatttreffen mit zumeist Amateurmusikern, wobei eine stattliche Anzahl davon später Preise bei den Nationalen Chansontagen erhielt und in den Profistatus überwechselte.
Tagsüber wurden bei anwesenden Dozenten verschiedene Werkstattseminare (Text, Lied, Bühnenverhalten, Instrument) abgehalten, abends gab es den Sängerwettstreit im Klosterkeller, ähnlich dem seinerzeit auf der Wartburg. Zu den drei öffentlichen Veranstaltungen gehörte jeweils ein Beispielkonzert und ein Abschlusskonzert im Refektorium sowie ein Kinderprogramm.

## Mentoren
waren neben dem Schauspieler und Liedermacher Werner Bernreuther der Schauspieldozent Bernd Guhr, der Schriftsteller Rainer Bonack, der Gitarrenbauer Armin Gropp, Wolfgang Schlemminger als Grand Conférencier und andere.

## Staatliche Institutionen
Das Kreiskabinett für Kulturarbeit Wernigerode (Beate Grüning) sowie das Bezirkskabinett für Kulturarbeit Magdeburg übernahmen Organisation und Finanzierung. Verschiedene Mitglieder der Räte des Bezirkes Magdeburg und des Kreises Wernigerode unterstützten die Chansontage, persönlich, indem sie die Tage offiziell eröffneten oder anwesend waren, bzw. durch ihre Institutionen: Bezirks- und Kreiskabinette für Kulturarbeit.

## Zersetzungsmaßnahmen durch die DDR-Staatssicherheit
Major Ulrich Kolbe vom DDR-Ministerium für Staatssicherheit, MfS (Deckname Werner Weber) sammelte ab 1984 umfangreiches Material in Form von Teilnehmerlisten, Personenkennzahlen, Adressen, Persönlichkeitsanalysen und entwarf Pläne „operativen Eindringens zum Zweck der Identifizierung, Aufklärung, Beeinflussung und gegebenenfalls Zersetzung bzw. strafrechtlicher Verfolgung staatsfeindlicher Personen, Gruppierungen, Vorhaben und Plänen in der betreffenden ‚Szene‘“. Für ihn waren die meisten Teilnehmer Staatsfeinde und es „gab … nur verschwindend wenige auftretende Teilnehmer, die in einem oder mehreren Liedern eine positiv parteiliche Haltung mit eindeutiger Aussage spüren ließen.“
Sein Maßnahmenplan hat jedoch weder Charakter noch Zusammensetzung der Chansontage geändert. Die Vertreter der Kreis- und Bezirksräte ließen sich trotz Major Kolbes Intervention nicht davon abbringen, die Chansontage weiter zu unterstützen.
Die Fotografin Brigitte Kühlewind wurde später inhaftiert.
Der nächtlichen Sängerwettstreit sowie die öffentlichen Konzerte wurden durch ein Spulentonband aufgezeichnet. Major Kolbe versuchte in den Besitz der Bänder zu gelangen. Wolfgang Schlemminger ist es gelungen, sie sicher zu verwahren.

## Teilnehmer der Chansontage
Reinhold Andert, Gruppe Anfang März, Gruppe Aufwind, Dieter Beckert, Norbert Bischoff, Bodewell & Stoy, Andreas Breitenstein, Reinhard Drogla, Jürgen Eger, Ralf Elsässer, Frank und Frey, Gerald Fuchs, Volkmar Funke, Michael „Massa“ Großwig, Dietmar Halbhuber, Thomas Hanke, Rainer Hochmuth, Uwe Hollack, Dieter Kalka, Stephan König, Stefan Brigitte Kühlewindt (Fotografin), Liedehrlich mit Stephan Krawczyk, Uta Mannweiler (DFZ), Kerstin Marx, Ralf Mattern, Menzel Menzel Mau, Akram Mutlak, Andreas Nath, Michael Pein, Piatkowski & Rieck, Dieter Pichowski, Andreas Reimann, Thomas Riedel, Martin Rühmann, Joachim Schäfer, Wolfgang Schlemminger, Hubertus Schmidt und Susanne Grütz, Ilona Schlott, Jörg Schneider, Gerhard Schöne, Rainer Schulze, Wolf-Dieter Skibba, Stefan Töpelmann, Ullmann, Frank Viehweg, Dietmar Voigt, die Gruppe Wacholder, Hans-Eckardt Wenzel, Gruppe Wildemann, Jürgen B. Wolff, Jens-Paul Wollenberg mit der Gruppe Huywäldler, Münzenberger Gevattern-Combo alias Tuchhübel, Maria Ziemer, Gabriele Zimmermann, Mario Jantosch u. a.

## Spätere Preisträger bei den Nationalen Chansontagen
waren Dieter Beckert, Norbert Bischoff, Dieter Kalka, Stephan König, Stephan Krawczyk, Susanne Grütz, Piatkowski & Rieck, Joachim Schäfer, Ilona Schlott, Hubertus Schmidt, Gruppe Wildemann, Jürgen B. Wolff, u. a.